# Det Brasilianske Institut for Geografi og Statistik
Det Brasilianske Institut for Geografi og Statistik (portugisisk Instituto Brasileiro de Geografia e Estatística), også kendt under akronymet IBGE (efter det portugisiske navn) er det officielle brasilianske institut for indsamling af statistik om alle sider af det brasilianske samfund. Instituttet blev oprettet i 1934 som Det Nationale Institut for Statistik (Instituto Nacional de Estatística). Det var først i 1938 at det fik det nuværende navn.
IBGE har opgaver i forbindelse med naturgeografi, socialgeografi, demografi og økonomi som også indbærer at gennemføre folketællinger samt at sammenstille denne information. IBGE forsyner derefter de øvrige institutioner, delstaterne og kommunerne med denne information. Informationen går også til publikum generelt.